# Andžs Flaksis
Andžs Flaksis (Priekules novads, 18 maart 1991) is een Lets wielrenner die anno 2023 rijdt voor Miami Nights.

## Carrière
Als belofte werd Flaksis driemaal op rij nationaal kampioen tijdrijden en won hij eenmaal de wegwedstrijd. Daarnaast werd hij in 2012, achter Jan Tratnik, tweede op het Europese kampioenschap
In 2011 won Flaksis de Scandinavian Race Uppsala, een jaar later de Riga GP. In 2017 won hij de Ronde van Beauce, door in de laatste etappe de leiderstrui over te nemen van Alec Cowan. Omdat zijn ploeg in 2018 een stap hogerop deed, werd Flaksis dat jaar prof.

## Overwinningen
2011
Scandinavian Race Uppsala
 Lets kampioen tijdrijden, Beloften
2012
Riga GP
 Lets kampioen tijdrijden, Beloften
 Lets kampioen op de weg, Beloften
2013
 Lets kampioen tijdrijden, Beloften
2017
Eindklassement Ronde van Beauce

## Ploegen
- 2012 –  Chipotle-First Solar Development Team
- 2013 –  Bontrager Cycling Team
- 2014 –  Rietumu-Delfin
- 2015 –  Hincapie Racing Team
- 2016 –  Holowesko-Citadel p/b Hincapie Sportswear
- 2017 –  Holowesko-Citadel Racing p/b Hincapie Sportswear
- 2018 –  Holowesko-Citadel p/b Araphaoe Resources
- 2019 –  Arapahoe-Hincapie p/b BMC
- 2023 –  Miami Nights

Brennan · Bryon · Carpenter · Clark · Flaksis · Hornbeck · Hough · Lewis · Magner · Schmalz · Skujiņš · Smith · Squire
Brennan · Bryon · Carpenter · Clark · Flaksis · Hornbeck · Hough · Krasilnikaw · Lewis · McCabe · Rhim · Squire
Brennan · Bryon · Carpenter · Clark · Companioni · Eisenhart · Flaksis · Krasilnikaw · Lewis · Magner · Murphy · Rhim
Brøchner · Bryon · Bybee · Companioni · Dahlheim · Eisenhart · Flaksis · Gómez · Koontz · Krasilnikaw · Lewis · Lienhard · Murphy · Rhim · Sánchez · Schmitt